# Обратноходовой преобразователь
Обратноходово́й преобразова́тель (англ. flyback converter) — разновидность импульсных преобразователей напряжения (или тока) с гальванической развязкой первичных и вторичных цепей.

## Принцип работы
Основным элементом обратноходового преобразователя является многообмоточный накопительный дроссель (который иногда называют трансформатором, хотя происходящие здесь и в трансформаторе процессы имеют существенные отличия).
Различают два основных этапа работы схемы: передача энергии от первичного источника питания в дроссель и передача энергии дросселя во вторичную цепь (вторичные цепи).
При замыкании ключа к первичной обмотке дросселя прикладывается напряжение источника питания. В дросселе начинают почти линейно нарастать ток в первичной обмотке и магнитный поток в магнитопроводе, а следовательно, накапливается энергия. В качестве ключа обычно выступает транзистор. Наведённая на вторичной обмотке ЭДС запирает диод, и ток во вторичной обмотке отсутствует. При размыкании ключа ток в первичной обмотке пропадает, но магнитный поток в дросселе не может измениться мгновенно, поэтому во вторичной обмотке начинает протекать почти линейно спадающий ток, отпирающий диод. Этот ток заряжает конденсатор и поступает в нагрузку. На первом этапе нагрузка питается только за счет энергии, полученной конденсатором во время второго этапа. Частота повторения этапов обычно находится в интервале от 20 кГц до 1 МГц.
Регулирование выходного напряжения (или тока) осуществляется за счёт изменения длительности импульсов тока в первичной обмотке. В цепи обратной связи (на схемах не показана), в устройстве управления ключом, может использоваться широтно-импульсная модуляция (ШИМ) или частотно-импульсная модуляция (ЧИМ).
Некоторые микросхемы для таких преобразователей не имеют полноценного устройства ШИМ и работают в «старт-стопном» режиме. В этом случае микросхема постоянно работает на максимальную мощность, а если среднее значение выходного напряжения (или тока) превысит установленный порог, то микросхема оставляет ключ в закрытом состоянии до некоторого понижения среднего значения выходного параметра, после чего снова начинает работать на максимальную мощность. Такой режим работы (по сравнению с ШИМ) создаёт много электромагнитных помех, выходное напряжение (или ток) сильно пульсирует, но для ряда применений (например,зарядка аккумуляторов) это несущественно.

## Применение
Обратноходовые преобразователи нашли широкое применение в качестве источников питания различной аппаратуры мощностью до 200 Вт: телевизоров, аудио- и видеоаппаратуры, периферийных устройств компьютерной техники и самих компьютеров.
Применяются в энергосберегающих лампах и светодиодных лампах, кроме самых дешевых схем с линейными драйверами.
Также применяются в зарядных устройствах мобильных телефонов и ноутбуков.
На базе обратноходовых преобразователей любители изготавливают и инверторные источники сварочного тока, так как нагрузочная характеристика обратноходового преобразователя резкопадающая, что оптимально с точки зрения стабилизации дуги. Но такие преобразователи характеризуются большими габаритами по сравнению с прямоходовыми и двухтактными, поэтому не выпускаются серийно.
Широкое распространение обратноходовых преобразователей привело к появлению на мировом рынке электронных компонентов специальных микросхем, обеспечивающих построение обратноходовых преобразователей с минимальным количеством внешних элементов (например микросхемы серии TOPSwitch).

## Преимущества и недостатки
Преимущества обратноходовых преобразователей:
- существенно меньшие габариты и вес по сравнению с источниками питания, содержащими трансформатор на частоту 50 Гц;
- значительно меньшее использование дорогостоящих материалов (меди)
- нечувствительность обратноходового преобразователя к короткому замыканию нагрузки;
- возможность регулирования выходного напряжения в широких пределах, а также поддержание требуемого выходного напряжения в условиях изменения напряжения питающей сети;

В связи с тем, что в обратноходовом преобразователе накопительный дроссель подключён к первичной сети и к нагрузке в различные моменты времени, передача помех из сети в нагрузку и назад исключена, что тоже является достоинством обратноходового преобразователя.
Недостатки обратноходовых преобразователей:
- мощность ограничена энергией, запасаемой дросселем (на практике — не более 200 Вт);
- повышенный уровень электромагнитных помех, создаваемых как в питающей сети, так и в нагрузке;
- бо́льшие по сравнению с другими импульсными преобразователями габариты при той же мощности.
- такой ИИП не работает на холостом ходу (то есть без подключенной нагрузки) поэтому в современных микросхемах-контроллерах предусмотрена функция автоматического отключения преобразователя при снижении нагрузки.